# Horst Lennertz
Horst Lennertz (* 22. November 1942 in Berlin) ist ein deutscher Manager. Er ist einer der Pioniere des deutschen Mobilfunks.

## Werdegang
Lennertz studierte Elektrotechnik an der RWTH Aachen. Anschließend promovierte er als Wissenschaftlicher Assistent am Institut für Hochspannungstechnik und Allgemeine Elektrotechnik (IFHT der RWTH Aachen). Bei Brown Brown Boveri & CIE (BBC) übernahm er über zehn Jahre Führungsaufgaben, zuletzt als Leiter der Business Unit Hochspannungsschaltanlagen. Im Anschluss wurde er Vorstandsmitglied der Überlandwerke Nord-Hannover AG (heute EWE) für das Ressort Technik und Stromwirtschaft.
Im Jahr 1987 wurde Lennertz Vorstandsmitglied der PreussenElektra AG, Hannover (heute E.ON Energie AG). Hier war er für die Netze, IT, sowie für den Aufbau des Geschäftsfelds Telekommunikation verantwortlich. Während dieser Zeit erfolgte die Gründung mehrerer Telekommunikations-Unternehmen. Lennertz übernahm die Führung des E-Plus-Konsortiums (später E-Plus Mobilfunk GmbH).
Lennertz ist Mitgründer der E-Plus Mobilfunk GmbH, Düsseldorf, die 1993 als drittes Mobilfunkunternehmen in Deutschland die Lizenz erhielt und 1994 an den Start ging. Lennertz, als Vorstand von PreussenElektra, trieb den Einstieg des Energiekonzerns in den Mobilfunk und damit die Gründung von E-Plus voran. Seit Gründung war er als Geschäftsführer für die Ressorts Technik (Network, Systems & Operations), IT, sowie regulatorische Fragen verantwortlich. Im Jahr 2002 wurde die Übernahme durch KPN Mobile N.V. vollzogen. Lennertz wurde als Vorstandsmitglied in das Management Board des E-Plus Mehrheitsgesellschafters KPN Mobile N.V. bestellt. Er verantwortete dort als Chief Technical Officer (CTO) die Netz- und IT-Aktivitäten der gesamten KPN Mobile-Gruppe, zu der u. a. KPN Mobile The Netherlands, KPN Orange Belgium und E-Plus in Deutschland gehören.
Im Jahr 2005 verließ Lennertz KPN Mobile. Als einer der Pioniere der Branche ist er persönlicher Berater des Vorstandes der KPN N.V. (Muttergesellschaft der KPN Mobile), sowie selbständiger Unternehmensberater der Telekommunikations- / IT- und Multimedia-Branche. Des Weiteren ist er Aufsichtsratsmitglied verschiedener nationaler und internationaler Unternehmen.
Lennertz ist Co-Initiator der 2006 gegründeten Next Generation Mobile Networks-Alliance (NGMN).

## Ämter
Lennertz war rund ein Jahrzehnt Präsidiumsmitglied im obersten Gremium des Branchenverbandes, VATM (Verband der Anbieter von Telekommunikations- und Mehrwertdiensten e.V.) in Köln.
- Mitglied des Aufsichtsrates und Anteilseigner der Drillisch AG, Maintal
- Mitglied des Aufsichtsrates der E-Plus Mobilfunk GmbH & Co. KG
- Mitglied des Aufsichtsrates des IIC (Industrial Investment Council GmbH), Berlin
- Beirat Kopernikus Kapital GmbH

## Auszeichnungen
Für den erfolgreichen Aufbau und die Führung von E-Plus und KPN Mobile N.V. wird Lennertz im November 2003 der „National Leadership Award“ des Economic Forum Deutschland, in Berlin verliehen.